# Åssjöns norra strand
Åssjöns norra strand – miejscowość (tätort) w Szwecji, w regionie administracyjnym (län) Jämtland, w gminie Krokom.
Według danych Szwedzkiego Urzędu Statystycznego liczba ludności wyniosła: 324 (31 grudnia 2015), 335 (31 grudnia 2018) i 348 (31 grudnia 2019).